# 亞明咖啡
印尼亞明有限責任公司（印尼語：PT Aming Indonesia），簡稱亞明咖啡，是印度尼西亞一家連鎖咖啡店，成立於2002年，發源地為印度尼西亞西加里曼丹省坤甸，總部位於雅加達。除咖啡之外，也有茶飲等飲料，以及食品等小吃。起源於2002年開業的首家門店供應特別的混合當地咖啡。最初於1970年僅專生產咖啡並將其分銷到坤甸的每家咖啡店。

## 外部連結
- 亞明咖啡的官方網站
- 亞明咖啡的Instagram帳戶
- 亞明咖啡的Facebook專頁